# NTT西日本中国吹奏楽クラブ
NTT西日本中国吹奏楽クラブ（エヌティーティーにしにほんちゅうごくすいそうがくクラブ、NTT-West CHUGOKU Wind Ensemble）は、日本のアマチュア吹奏楽団。NTT西日本中国の広島支店が管轄する職場バンドである。

## 概要
1955年に広島電報局の有志で「広島電報局器楽同好会」としてスタート。1956年「広島電報局ブラスバンド」に改称､その後、管理する職場の移管により、1957年「広島電報局吹奏楽団」､1959年「電電中国吹奏楽団」と改称を実施。1985年にNTT民営化に伴って「NTT中国吹奏楽団」、1999年にNTT再編成により「NTT西日本中国吹奏楽クラブ」と名称を変更して現在の形に至った。
全日本吹奏楽コンクールには1960年の初出場を皮切りに、2018年現在で50回出場しているが、これは全部門通じて最多の出場回数である。結果は3位1回、4位3回、5位2回、6位1回、その他1回、金賞7回、銀賞28回、銅賞6回、失格1回。職場・一般部門の統一後も多くの職場バンドが出場を逃す中、NTT中国は出場を果たしている数少ない職場バンドである。また、全日本アンサンブルコンテストも2018年現在で29回出場しており、これも全部門通じて最多出場回数である。ただし、現在は全日本吹奏楽連盟の職場、一般の部門統一によって、NTT西日本グループの社員だけでなく、一般の人もメンバーに加わり活動している。
定期演奏会や各地でコンサートを開いており、様々な演奏活動を行っている。
・ふれあいコンサート178回開催（中国5県域でコンサートホールや福祉施設での演奏会）
・定期演奏会69回開催（2019年現在は７月の七夕コンサート、２月のバレンタインコンサートの年２回開催）
・2018年度は42回の演奏活動を実施

## 歴史
- 1959年 創部。
- 1960年 全日本吹奏楽コンクールに初出場（結果は5位）。
- 1985年 NTT民営化に伴い名称を「NTT中国吹奏楽団」に変更。
- 1999年 NTT再編成に伴い名称を「NTT西日本中国吹奏楽クラブ」に変更。
- 2013年 1974年以来、39年ぶりに全日本吹奏楽コンクールへの代表権を逃した（中国大会・金賞）。

## 全日本吹奏楽コンクール　全国大会での成績
1966年、68年、73年、74年、2013年：不出場 1999年、2003年、07年、11年：3出規定による不出場
| 年度   | 指揮者     | 課題曲                                                                 | 自由曲                                                                                      | 賞   |
| ------ | ---------- | ---------------------------------------------------------------------- | ------------------------------------------------------------------------------------------- | ---- |
| 1960年 | 大庭操     | 行進曲「スカイ・ウェイ」 ポール・ヨーダー                              | 序曲「りんごの谷」 ジョゼフ・オリヴァドーティ                                               | 5位  |
| 1961年 | 佐藤正二郎 | 行進曲「ジュビリー」 エドウィン・フランコ・ゴールドマン                | アルジェリア組曲より 夕べの幻想、フランス軍隊行進曲 カミーユ・サン＝サーンス                | 6位  |
| 1962年 | 佐藤正二郎 | 行進曲「鬨の声」 須摩洋朔                                              | 付随音楽「エグモント」より 序曲 ルートヴィヒ・ヴァン・ベートーヴェン                        | 4位  |
| 1963年 | 佐藤正二郎 | 行進曲「希望」 川崎優                                                  | 社頭の暁 渡邊浦人                                                                           | 3位  |
| 1964年 | 佐藤正二郎 | バンドのための楽章「若人の歌」 兼田敏                                  | 行進曲「威風堂々」 エドワード・エルガー                                                     | 4位  |
| 1965年 | 佐藤正二郎 | 序曲「パリスとヘレナ」 クリストフ・ヴィリバルト・グルック （バーンズ） | 交響組曲「野人」より 集い 渡邊浦人                                                          | 5位  |
| 1967年 | 佐藤正二郎 | 吹奏楽のための「ディヴェルティメント」 兼田敏                          | 序曲変ロ調 シーザー・ジョヴァンニーニ                                                       | 4位  |
| 1969年 | 佐藤正二郎 | 吹奏楽のための音詩「南極点への序曲」 岩河三郎                          | 交響詩「ローマの祭り」 オットリーノ・レスピーギ                                             |      |
| 1970年 | 佐藤正二郎 | 音楽祭のプレリュード アルフレッド・リード                              | 歌劇「運命の力」より 序曲 ジュゼッペ・ヴェルディ                                            | 銀   |
| 1971年 | 佐藤正二郎 | 行進曲「太陽の下に」 奥村一                                            | サスカッチアンの山 アルフレッド・リード                                                     | 銀   |
| 1972年 | 佐藤正二郎 | シンフォニック・ファンファーレ 三沢栄一                                | アルジェリア組曲より I.アルジェの風景 IV.フランス軍隊の行進 カミーユ・サン＝サーンス        | 銀   |
| 1975年 | 佐藤正二郎 | 吹奏楽のための練習曲 小林徹                                            | 交響的舞曲第3番「祭り」 クリフトン・ウィリアムズ                                            | 金   |
| 1976年 | 佐藤正二郎 | 即興曲 後藤洋                                                          | ドラマティコ ウィリアム・フランシス・マクベス                                               | 銀   |
| 1977年 | 佐藤正二郎 | 吹奏楽のためのバーレスク 大栗裕                                        | 交響曲「メキシコの祭り」より I.前奏曲とアズテック・ダンス ハーバート・オーエン・リード      | 銅   |
| 1978年 | 佐藤正二郎 | ポップス変奏曲「かぞえうた」 岩井直溥                                  | 交響曲「メキシコの祭り」より II.祈り ハーバート・オーエン・リード                           | 銀   |
| 1979年 | 佐藤正二郎 | 幻想曲「幼い日の想い出」 藤田玄播                                      | 第3組曲より マーチ、ワルツ、ロンド ロバート・ジェイガー                                     | 銀   |
| 1980年 | 佐藤正二郎 | 北海の大漁歌 岩河三郎                                                  | 歌劇「アルミーダ」より 序曲 ジョアキーノ・ロッシーニ                                        | 銀   |
| 1981年 | 佐藤正二郎 | イリュージョン 鵜沢正晴                                                | パリのアメリカ人 ジョージ・ガーシュウィン （岩井直溥）                                      | 銀   |
| 1982年 | 佐藤正二郎 | サンライズ・マーチ 岩河三郎                                            | 日本祈願太鼓 渡邊浦人                                                                       | 銅   |
| 1983年 | 佐藤正二郎 | 吹奏楽のためのインヴェンション第1番 内藤淳一                           | 劇的序曲「祖国」 ジョルジュ・ビゼー （ダン・ゴドフリー）                                    | 銀   |
| 1984年 | 佐藤正二郎 | 吹奏楽のための土俗的舞曲 和田薫                                        | 「スプリング・レイク」序曲 ウイリアム・バレンジャー                                         | 銀   |
| 1985年 | 佐藤正二郎 | 吹奏楽のための交響詩 波の見える風景 真島俊夫                           | レイクワシントン組曲より 序奏、湖の印象、ギャロップ ジョン・ズデクリク                      | 銀   |
| 1986年 | 佐藤正二郎 | コンサート・マーチ「テイク・オフ」 建部知弘／藤田玄播                  | エル・カミーノ・レアル アルフレッド・リード                                                 | 銅   |
| 1987年 | 佐藤正二郎 | 風紋 保科洋                                                            | シンフォニア・フェスティーヴァ アーン・ラニング                                             | 銀   |
| 1988年 | 佐藤正二郎 | カーニバルのマーチ 杉本幸一／小長谷宗一                                | 交響組曲 クリフトン・ウィリアムズ                                                           | 銀   |
| 1989年 | 佐藤正二郎 | WISH for wind orchestra 田嶋勉                                         | 交響的舞曲第3番「祭り」 クリフトン・ウィリアムズ                                            | 銅   |
| 1990年 | 佐藤正二郎 | マーチ「カタロニアの栄光」 間宮芳生                                    | 喜歌劇「天国と地獄」より 序曲 ジャック・オッフェンバック （アルフレッド・ヒバート）         | 銀   |
| 1991年 | 佐藤正二郎 | そよ風のマーチ 松尾善雄                                                | ラプソディ・イン・ブルー ジョージ・ガーシュウィン （岩井直溥）                              | 金   |
| 1992年 | 佐藤正二郎 | ゆかいな仲間の行進曲 坂本智                                            | バレエ音楽「ガイーヌ」より 子守歌、レスギンカ アラム・ハチャトゥリアン （林紀人）           | 銀   |
| 1993年 | 佐藤正二郎 | マーチ「潮煙」 上岡洋一                                                | パリのアメリカ人 ジョージ・ガーシュウィン （平石博一）                                      | 銅   |
| 1994年 | 佐藤正二郎 | 雲のコラージュ 櫛田胅之扶                                              | 歌劇「ルスランとリュドミラ」より 序曲 ミハイル・グリンカ （マーク・ハインズリー）           | 銀   |
| 1995年 | 佐藤正二郎 | スプリング・マーチ 大石美香                                            | スペイン奇想曲 ニコライ・リムスキー＝コルサコフ （マーク・ハインズリー）                    | 金   |
| 1996年 | 佐藤正二郎 | クロマティック・プリズム 松尾善雄                                      | ミシシッピ組曲 ファーディ・グローフェ （瀬尾宗利）                                          | 銀   |
| 1997年 | 佐藤正二郎 | マーチ「ライジング・サン」 新井千悦子                                  | 歌劇「イーゴリ公」より ダッタン人の踊り アレクサンドル・ボロディン （マーク・ハインズリー） | 失格 |
| 1998年 | 佐藤正二郎 | 童夢 松尾善雄                                                          | 交響曲第4番より 第4楽章 ピョートル・チャイコフスキー （マーク・ハインズリー）               | 銀   |
| 2000年 | 金田康孝   | 道祖神の詩 福島弘和                                                    | ア・ウォータイム・スケッチブック ウィリアム・ウォルトン （木村吉宏）                        | 銀   |
| 2001年 | 金田康孝   | 平和への行列 戸田顕                                                    | セント・アンソニー・ヴァリエーション ウィリアム・ヒル                                       | 金   |
| 2002年 | 金田康孝   | 吹奏楽のためのラメント 高昌帥                                          | 組曲「ハーリ・ヤーノシュ」 ゾルターン・コダーイ （グレン・クリフ・バイナム）                | 金   |
| 2004年 | 金田康孝   | 鳥たちの神話 藤井修                                                    | 歌劇「ポーギーとベス」 ジョージ・ガーシュウィン （ジェームズ・バーンズ）                    | 銀   |
| 2005年 | 金田康孝   | マーチ「春風」 南俊明                                                  | トリビュート・トゥ・カウント・ベイシー・オーケストラ （真島俊夫）                           | 金   |
| 2006年 | 金田康孝   | 吹奏楽のための一章 堀内俊男                                            | バレエ音楽「ガイーヌ」 アラム・ハチャトゥリアン （林紀人）                                  | 金   |
| 2008年 | 金田康孝   | マーチ「晴天の風」 糸谷良                                              | 写楽 高橋伸哉                                                                               | 銀   |
| 2009年 | 金田康孝   | マーチ「青空と太陽」 藤代敏裕                                          | 組曲「展覧会の絵」 モデスト・ムソルグスキー （金田康孝）                                    | 銀   |
| 2010年 | 金田康孝   | 汐風のマーチ 田嶋勉                                                    | ア・ウィークエンド・イン・ニューヨーク フィリップ・スパーク                                 | 銀   |
| 2012年 | 金田康孝   | 行進曲「よろこびへ歩きだせ」 土井康司                                  | 華麗なる舞曲 クロード・トーマス・スミス                                                     | 銀   |
| 2014年 | 金田康孝   | コンサートマーチ「青葉の街で」 小林武夫                                | セント・アンソニー・ヴァリエーション ウィリアム・ヒル                                       | 銅   |
| 2015年 | 金田康孝   | マーチ「プロヴァンスの風」 田坂直樹                                    | マヤの紋章 八木澤教司                                                                       | 銀   |
| 2016年 | 金田康孝   | ある英雄の記憶～「虹の国と氷の国」 西村友                              | バレエ組曲「ガイーヌ」より アラム・イリイチ・ハチャトゥリアン                               | 銀   |
| 2017年 | 金田康孝   | マーチ「春風の通り道」 西山知宏                                        | ニライカナイの海から 真島 俊夫                                                              | 銀   |
| 2018年 | 金田康孝   | コンサート・マーチ「虹色の未来へ」 郷間幹男                            | カルミナ・ブラーナ カール・オルフ                                                           | 銀   |

## 全日本アンサンブルコンテストでの成績
| 年度   | 編成              | 曲目                                                                    | 賞       |
| ------ | ----------------- | ----------------------------------------------------------------------- | -------- |
| 1981年 | 金管5重奏         | 金管のための交響曲 / エワルド                                           | 銅       |
| 1984年 | 金管7重奏         | 水上の音楽 / ヘンデル                                                   | 銀 / 3位 |
| 1985年 | 金管5重奏         | ソナタ / デーヴィス                                                     | 金 / 1位 |
| 1986年 | 金管5重奏         | 5つの短いスケッチ / ウーバー                                            | 銀 / 5位 |
| 1987年 | 金管6重奏         | ディベルティメント / サルツェド                                         | 銀 / 3位 |
| 1988年 | 金管6重奏         | セレナード第13番 ト長調 アイネ・クライネ・ナハトムジーク / モーツァルト | 金 / 1位 |
| 1989年 | 金管8重奏         | 第7旋法による8声のカンツォン第1番 / ガブリエリ                          | 銅 / 7位 |
| 1990年 | サクソフォン4重奏 | サクソフォーン小4重奏曲 / フランセ                                      | 銅 / 6位 |
| 1991年 | 金管8重奏         | ロンドンの小景 / ラングフォード                                         | 金 / 3位 |
| 1992年 | サクソフォン4重奏 | サクソフォーン4重奏曲 / デザンクロ                                      | 金 / 3位 |
| 1993年 | サクソフォン4重奏 | グラーヴェとプレスト / リヴィエ                                         | 金 / 1位 |
| 1994年 | 金管5重奏         | ジョージ・ガーシュウィン・ヒット・メドレー / ガーシュウィン             | 銀 / 4位 |
| 1995年 | 打楽器6重奏       | マリンバとパーカッションアンサンブルのための協奏曲 / ロサウロ           | 金 / 3位 |
| 1996年 | 金管3重奏         | ソナチネ / バーディン                                                   | 銀 / 2位 |
| 1997年 | サクソフォン4重奏 | 4重奏曲 / グラズノフ                                                    | 金 / 3位 |
| 1998年 | サクソフォン4重奏 | グラーヴェとプレスト / リヴィエ                                         | 金 / 3位 |
| 1999年 | 木管5重奏         | ディベルティメント / ハイドン                                           | 銀 / 3位 |
| 2001年 | サクソフォン4重奏 | タンゴの歴史 / ピアソラ（Xoirpy）                                       | 銀 / 5位 |
| 2003年 | 金管5重奏         | ウエスト・サイド・ストーリー / バーンスタイン                           | 銅 / 7位 |
| 2004年 | 金管8重奏         | テレプシコーレ舞曲集 / プレトリウス                                     | 金 / 1位 |
| 2005年 | サクソフォン4重奏 | サクソフォーン4重奏曲 / パスカル                                        | 銀 / 5位 |
| 2007年 | 金管5重奏         | ミュージックホール組曲 / ホロヴィッツ                                   | 銅 / 8位 |
| 2008年 | サクソフォン4重奏 | ギリシャ組曲 / イトゥラルデ                                             | 金 / 2位 |
| 2009年 | 管楽8重奏         | インパルシブ / 井澗昌樹                                                 | 銀 / 4位 |
| 2011年 | サクソフォン4重奏 | グラーヴェとプレスト / リヴィエ                                         | 銀 / 5位 |
| 2012年 | サクソフォン4重奏 | ジャズ組曲 / イトゥラルデ                                               | 金 / 4位 |
| 2013年 | サクソフォン4重奏 | ギリシャ組曲 / イトラゥルデ                                             | 金 / 1位 |
| 2017年 | 金管8重奏         | ヴァイオリン協奏曲第9番 / ヴィヴァルディー（閏間健太）                  | 銅       |
| 2018年 | サクソフォン4重奏 | メモリアス / イトゥラルデ                                               | 銀       |

2019年